# 宇宙船通信担当官
宇宙船通信担当官（うちゅうせんつうしんたんとうかん、英：capsule communicator、略称：CAPCOM）はNASAで地上管制室と宇宙飛行士との通信を担当する係員。円滑な計画進行を期するため宇宙飛行士への指示は全てこの担当官を通して行われる。このため宇宙飛行士と直接通信ができる唯一の現場の管制官である。この役目には宇宙空間にいる飛行士の予備宇宙飛行士が当たることが通例となっている。NASA のマーキュリー計画において宇宙船は「カプセル」と呼ばれていた。en:Flight controller。